# 京王クラウン街

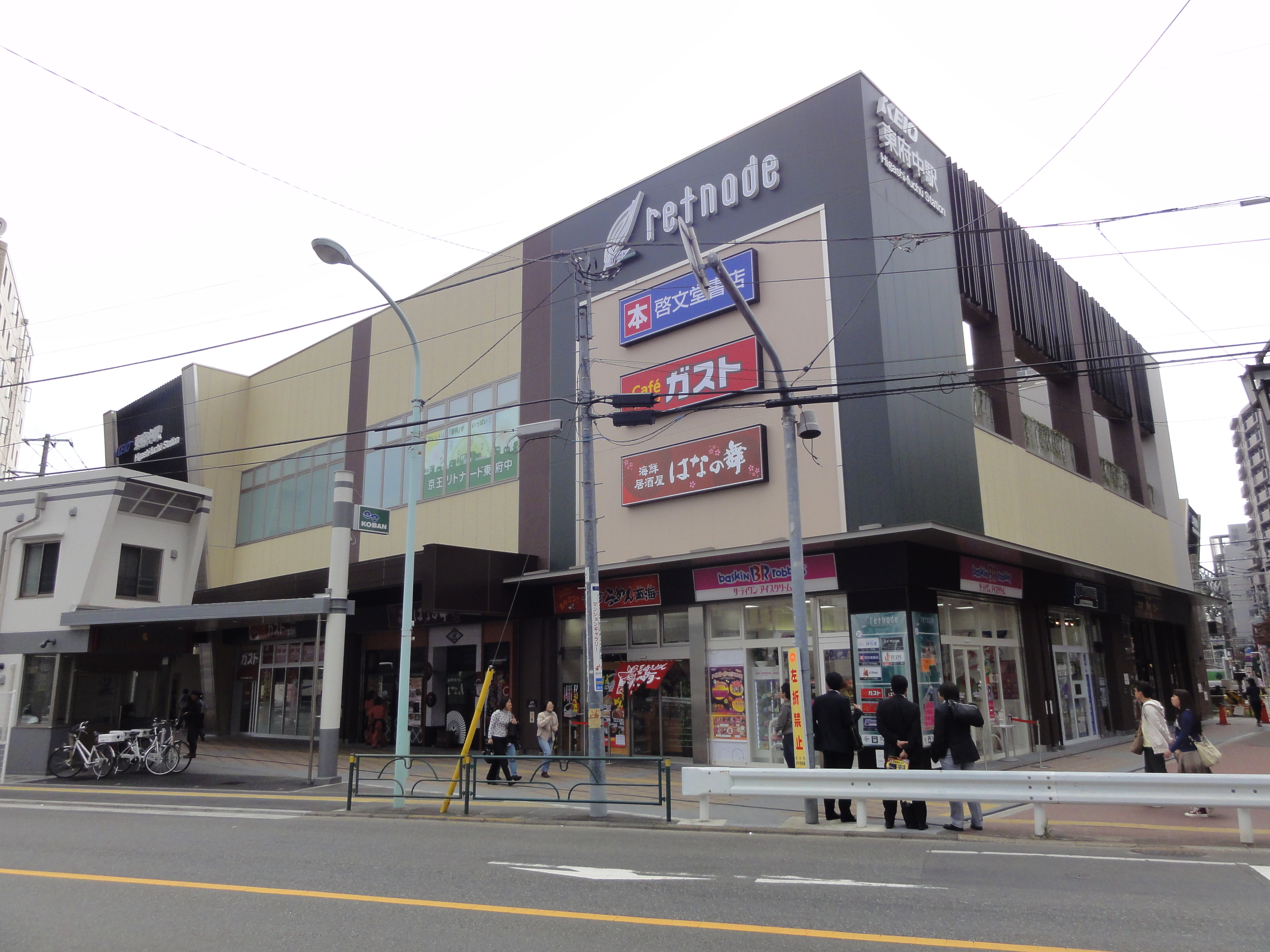
東府中駅の京王リトナード東府中

京王クラウン街（けいおうクラウンがい）は、京王電鉄によって駅の高架下などを有効利用するために開発された駅ナカ商業施設。各駅の利用者層に応じて、テーマ性を高めた京王リトナード（retnade）、フレンテ（frente）という業態で営業しているものもあり、中には駅ビルと呼べる規模のものもある。これらに入居するテナントには京王グループ各社の経営する店舗が多い。
本項では、京王クラウン街、京王リトナード、フレンテのほか、京王電鉄が「エキチカ商業施設」と呼称する駅ナカ商業施設のある駅についても記述する。
各店の出店テナントなど詳細は、公式サイト「京王えきSHOPガイド」を参照。

## 京王クラウン街

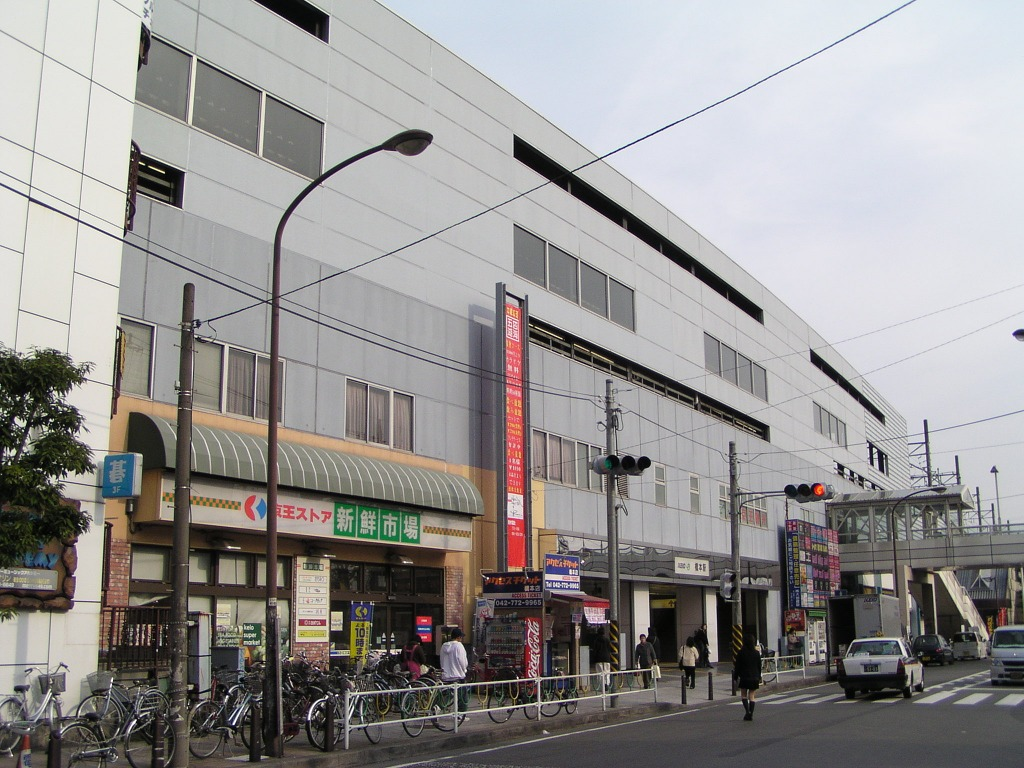
京王クラウン街がある橋本駅

クラウン街の名称は、京王の「王」の字から「王冠（crown）」にちなむ。京王百貨店、京王プラザホテルなど、京王グループ各社には王冠モチーフのシンボルマークを用いる企業が他にもある。
2020年現在、笹塚駅、橋本駅、聖蹟桜ヶ丘駅（京王聖蹟桜ヶ丘ショッピングセンターA館・B館1階の間）の3駅にある。リニューアルの際に改称する店舗も多く、京王クラウン街の名称を持つ店舗は減りつつある。
つつじヶ丘駅、京王永山駅・高尾駅・高井戸駅の京王リトナード、京王多摩センターSCは、リニューアルにより京王クラウン街から改称したものである。キラリナ京王吉祥寺は京王クラウン街吉祥寺からフレンテ吉祥寺を経て、駅ビル改築により現在の業態になっている。
なお、小田急電鉄の類似業態として小田急マルシェがあり、永山駅・多摩センター駅では京王の商業施設と地続きになっている。

## 京王リトナード

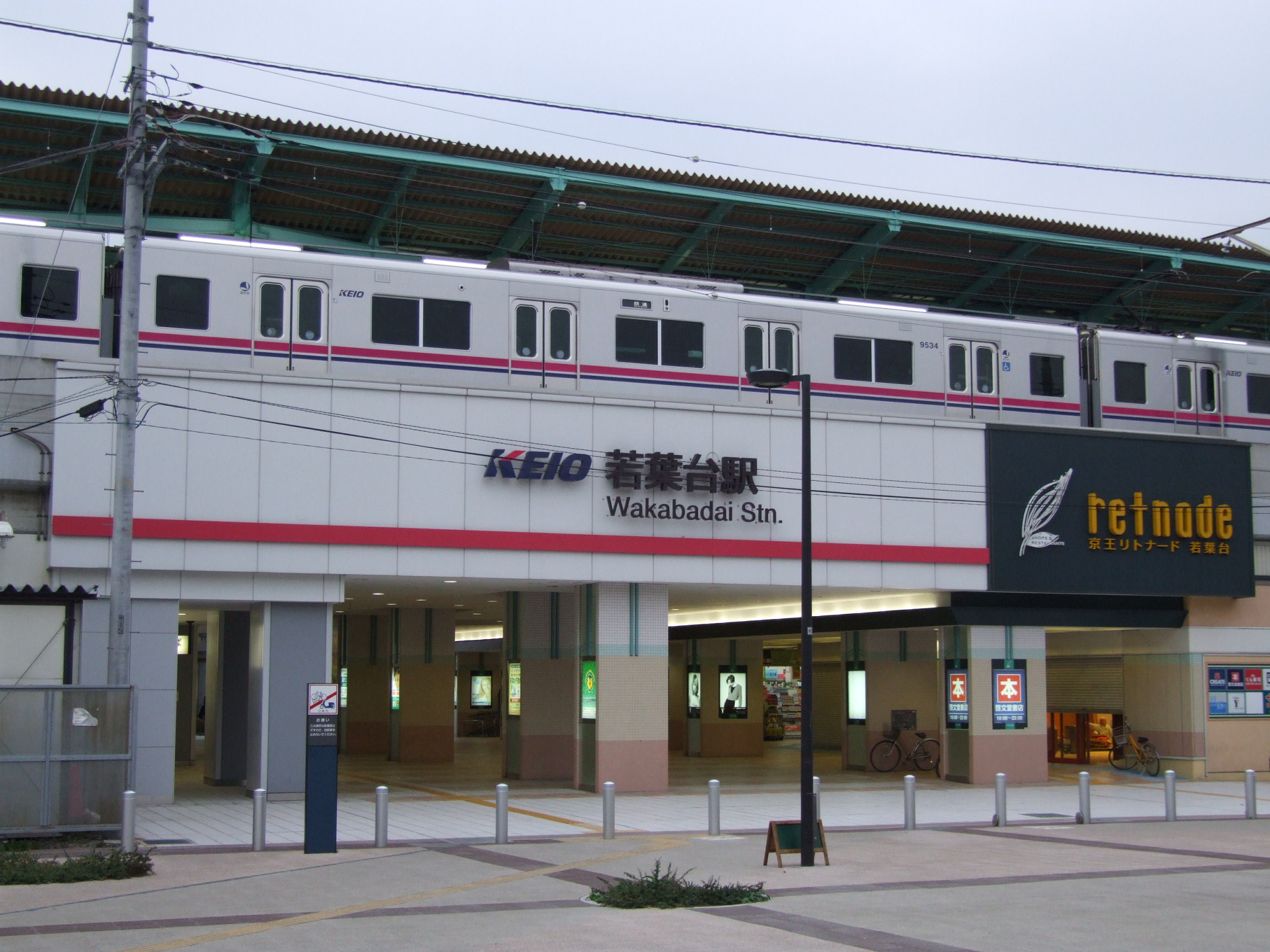
若葉台駅南口。右側にリトナードがある。

リトナード（retnade）とは、スペイン語で「若い芽」を意味する「retoño」とフランス語で散歩道を意味する「Promenade」を組み合わせた造語。

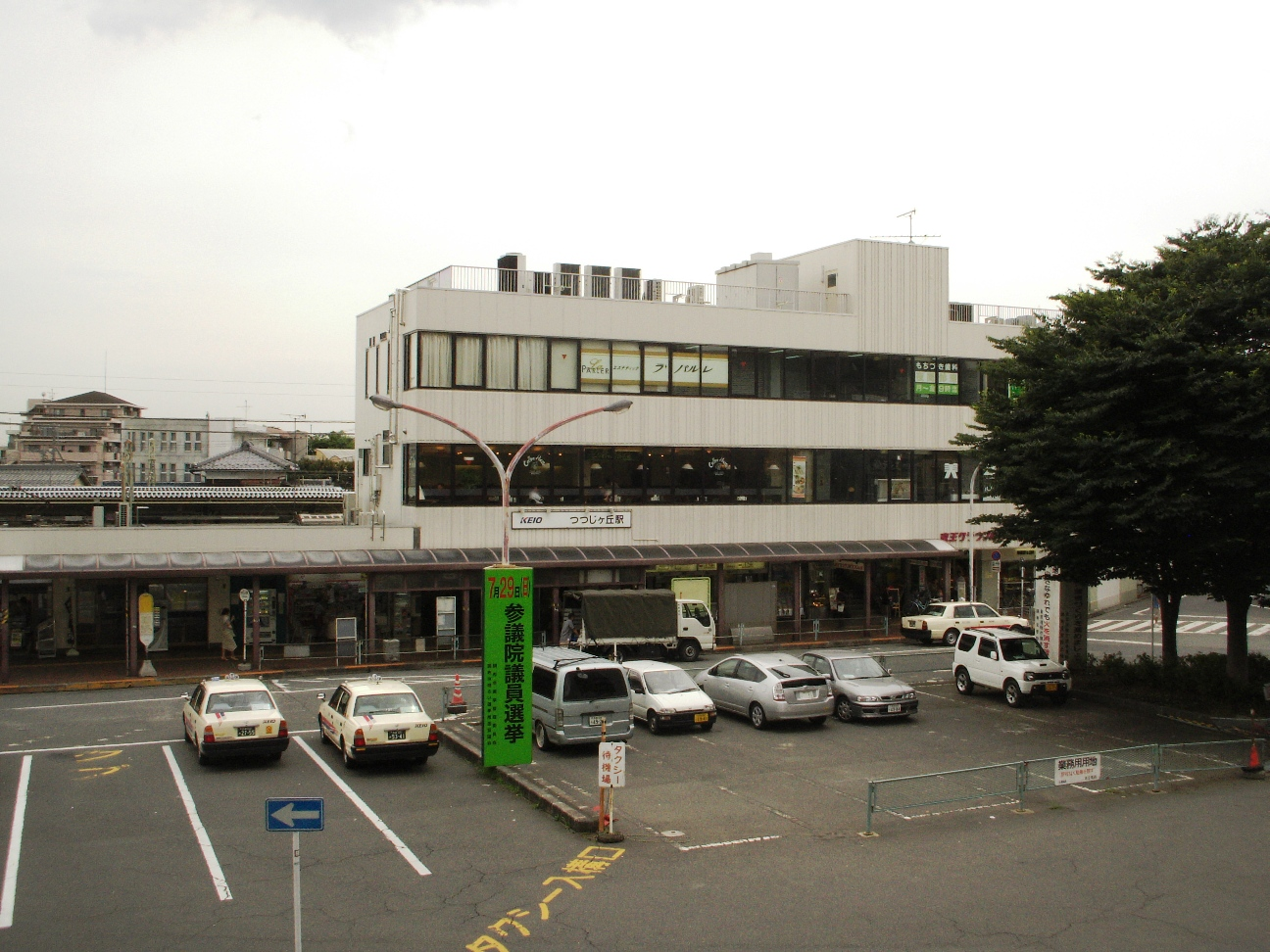
京王クラウン街つつじヶ丘 リニューアル前（2007年）
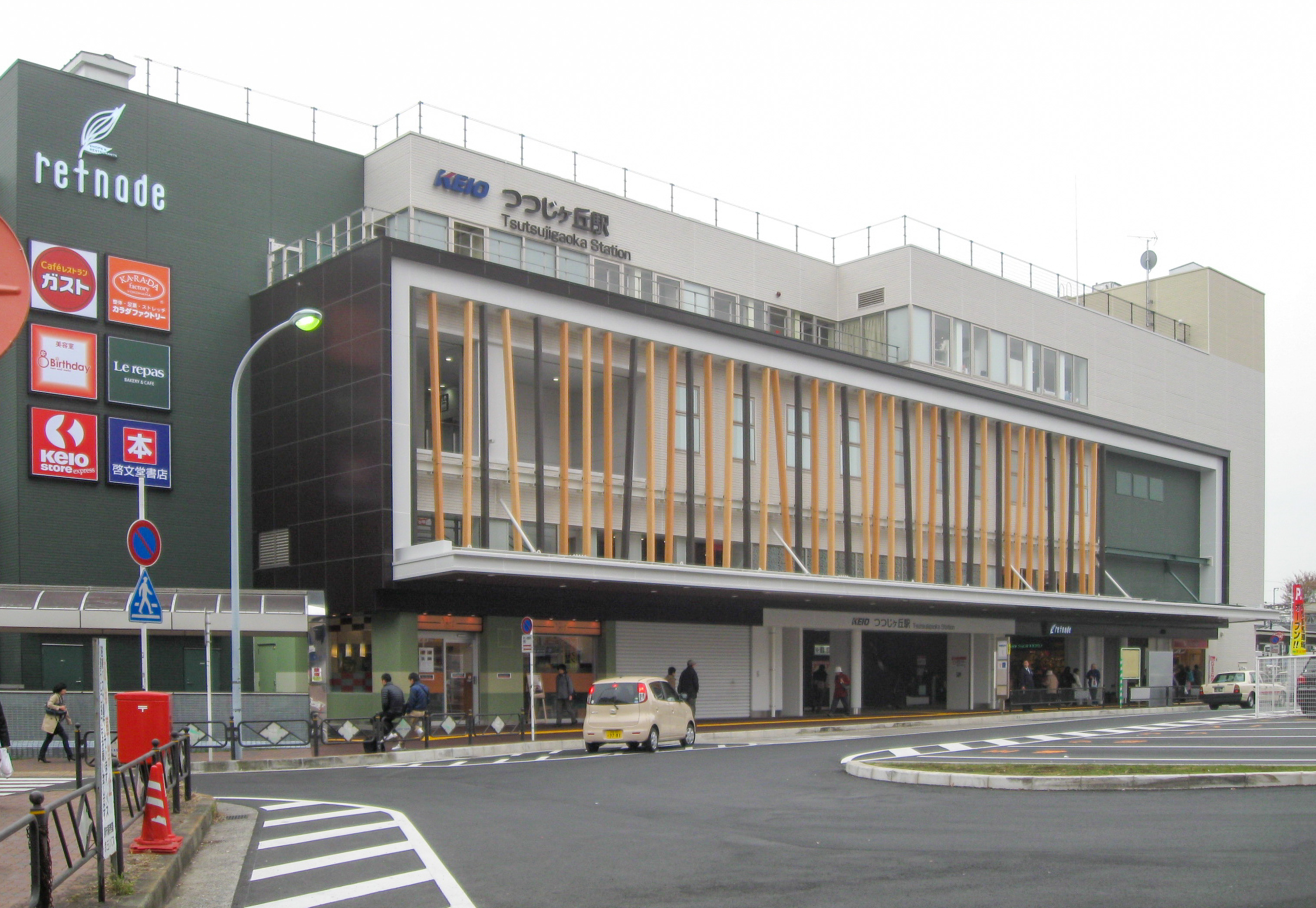
京王リトナードつつじヶ丘 2011年のリニューアル後

2020年現在、以下の10駅にある。
- 京王線
  - 八幡山駅、つつじヶ丘駅、東府中駅、北野駅
- 京王相模原線
  - 稲城駅、若葉台駅、京王永山駅
- 京王高尾線
  - 高尾駅
- 京王井の頭線
  - 永福町駅、高井戸駅

- 京王クラウン街つつじヶ丘
リニューアル前（2007年）
- 京王リトナードつつじヶ丘
2011年のリニューアル後

## フレンテ

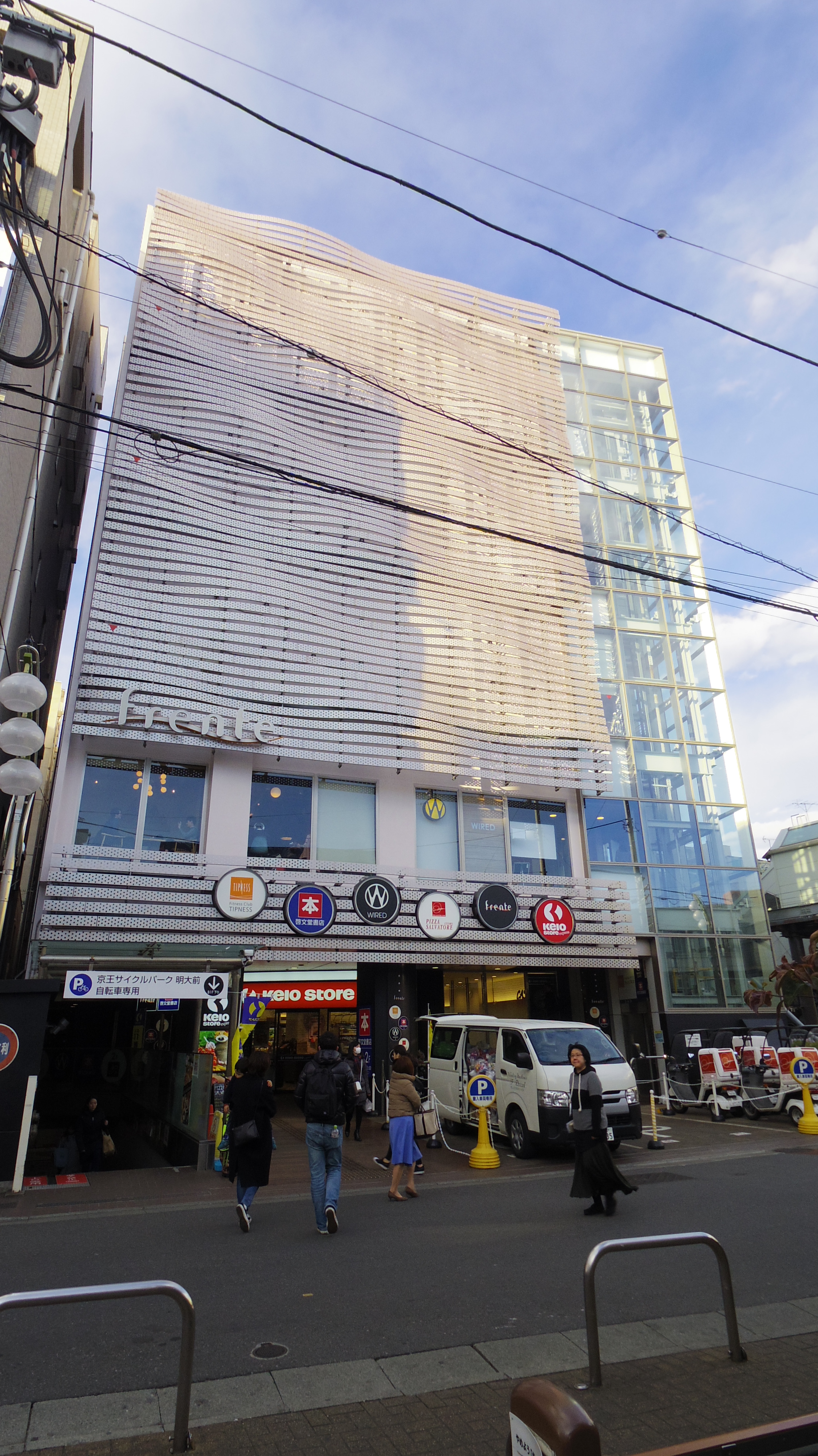
フレンテ明大前（明大前駅）の外ビル正面

フレンテ（frente）は、スペイン語で「前」「第一線」「正面」「最善の」を意味する。2020年現在、以下の5駅（ひとつは都営新宿線）にある。
- フレンテ仙川 - 仙川駅
  - 1998年4月29日に駅直結の「仙川駅ビル」として開業[5]。京王ストア、啓文堂書店、期間限定スイーツショップ「Sweets Mode」仙川店などが出店。
  - 2002年10月10日、向かいに新館として「フレンテ仙川」が開業[5]。
  - 2018年8月24日よりリニューアル[5]、同年10月から仙川駅ビルを「フレンテ仙川（駅ビル）」、フレンテ仙川を「フレンテ仙川（南ビル）」に改称し、店舗ブランドを「フレンテ」に統一した[5]。
- フレンテ明大前 - 明大前駅
  - 以前からあった井の頭線ホーム内の数店舗と新築の駅前ビル内の店舗を合わせる形で2007年6月1日に駅ホーム直結の商業施設として開業[6]。2017年には明治大学美術研究会とタイアップして開業10周年記念イベントが行われた[6]。
  - カレーショップC&Cなどが出店。かつてはベーカリー&カフェ ルパのテイクアウト業態「ブレグラス」明大前店が出店していたが[7]、閉店後は「Sweets Mode」明大前店になっている。
- フレンテ南大沢 - 南大沢駅
  - 2007年7月31日に駅直結の本館（旧館）が開業。ベーカリー ルパ（テイクアウト業態）、「Sweets Mode」南大沢店などが出店。
  - 2009年12月3日に新館が開業し、日本初となる肉料理のフードテーマパーク「東京ミートレア」が出店した。
- 京王フレンテ新宿三丁目 - 新宿三丁目駅
  - 2010年11月3日開業[8][9]。新宿三丁目交差点の伊勢丹新宿店前の「新宿三和東洋ビル」[8]。京王電鉄の駅ビルではないため「京王」を付けて「京王フレンテ新宿三丁目」と呼称される。
  - 同ビルで飲食店街「味のセゾンプラザ」として長年営業してきたが（セゾングループとは無関係）[8]、京王電鉄がテナントとなり、ファッションと飲食店を中心とする複合商業施設としてリニューアルしたもの[8]。セゾンプラザ時代から引き続き営業する飲食店テナントもある[10]。
- フレンテ笹塚 - 笹塚駅
  - 京王重機整備本社ビル1-3F。旧「京王重機ビル」からメルクマール京王笹塚への建て替えに伴い、2015年4月1日のオープンと同時に出店[11]。2020年10月30日に1階店舗をリニューアル[11]。「京王重機ビル」時代は1階部分に「京王ささづかショッピングセンター」があった。また、笹塚駅には京王クラウン街笹塚もある。

閉店・ブランド変更した店舗
- フレンテ新宿 - 新線新宿駅（地下街）
  - 2005年10月25日開業。当初より京王モールを運営する京王地下駐車場が管理受託していたが、2010年10月25日に「京王モールアネックス」としてリニューアルオープンした。

- フレンテ吉祥寺 - 吉祥寺駅
  - 京王吉祥寺駅ビル1階・2階・地下1階。駅改良工事のため2010年3月31日をもって閉店。ビル改築工事を経て、2014年4月23日に「キラリナ京王吉祥寺」として新装開店。

備考
兵庫県西宮市にはフレンテ西宮という再開発ビルが存在するが、京王電鉄との関連性は無い。

## エキチカ商業施設

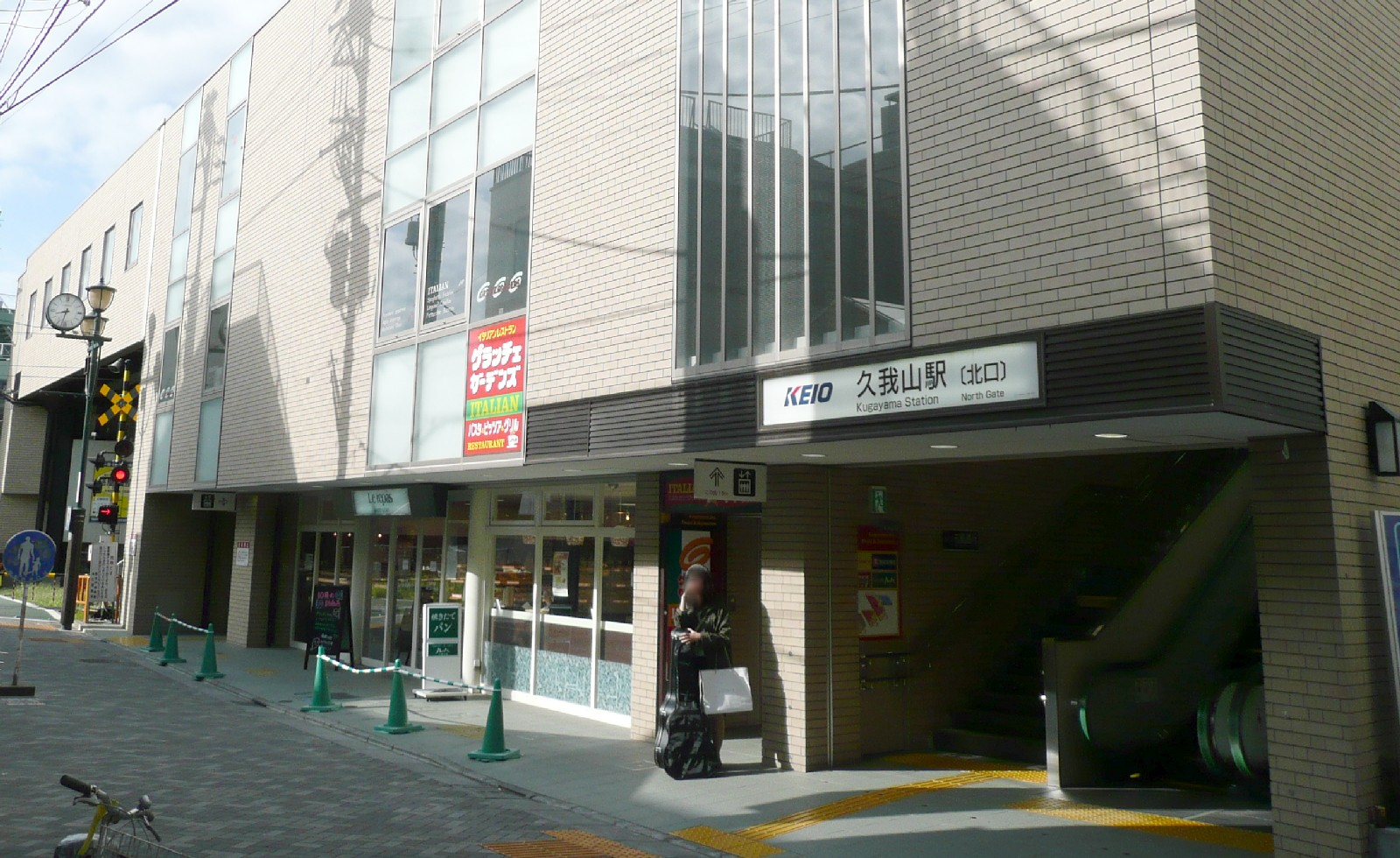
駅舎改築で商業施設が出店した久我山駅

「京王えきSHOPガイド」サイトでは、京王クラウン街とリトナード・フレンテ以外に、京王線・井の頭線の駅にある専門店街、多摩動物公園駅の「HUGHUGショップ」（旧：ギフトショップたまどう）なども「エキチカ商業施設」と案内されている。
また京王沿線外の店舗として、京王電鉄がタワーマンションの商業棟部分を管理する東中野駅東口のユニゾンモール東中野、三鷹駅北口の武蔵野タワーズモールも「エキチカ商業施設」に含められている。武蔵野タワーズモールには核店舗として京王ストアの高級食品スーパー「キッチンコート」三鷹店が出店していたが、2020年1月31日に閉店した。

## 京王グループの商業施設
- 京王モール - 1976年3月10日開業。京王地下駐車場株式会社が経営する新宿駅地下街。小田急エースと一体的に地続きとなっている。
- 京王聖蹟桜ヶ丘ショッピングセンター - 1986年3月28日開業。愛称「せいせき」。B館は京王百貨店聖蹟桜ヶ丘店、C館はレストラン街。
- ぷらりと京王府中 - 1993年3月20日開業。旧称「京王府中ショッピングセンター」。核店舗は京王アートマン府中店。
- 京王八王子ショッピングセンター - 1994年9月15日開業。愛称「K-8 KEIHACHI」。
- 京王高幡ショッピングセンター - 2004年12月7日開業。
- 京王多摩センターSC - 旧：京王クラウン街多摩センター。2009年11月20日にリニューアル。
- キラリナ京王吉祥寺 - 2014年4月13日開業。旧：京王クラウン街吉祥寺→フレンテ吉祥寺。
- トリエ京王調布 - 2017年9月29日開業。B館はビックカメラ京王調布店、C館はイオンシネマシアタス調布。
- 渋谷マークシティ- 2000年2月開業。東急・帝都高速度交通営団（現：東京地下鉄）との共同再開発ビル。
- 京王百貨店 - 百貨店。新宿店・聖蹟桜ヶ丘店のほか、小規模店舗のサテライトショップは沿線外にも出店。
- 京王ストア・キッチンコート - スーパーマーケット。駅売店を運営する京王リテールサービスを2016年4月1日に合併。